# Trichardis leucocomus
Trichardis leucocomus là một loài ruồi trong họ Asilidae. Trichardis leucocomus được Wulp miêu tả năm 1899.